# Эмилиан (консул 259 года)
Эмилиан (лат. Aemilianus) — римский государственный деятель второй половины III века.

## Биография
Об Эмилиане известно только лишь то, что в 259 году он занимал должность ординарного консула вместе с Помпонием Бассом. Долгое время Эмилиана идентифицировали с проконсулом Азии Нуммием Эмилианом Декстером, известным из одной испанской надписи. Позже было выяснено, что Декстер жил в конце IV века.